# 등변 미분 형식
미분기하학에서 등변 미분 형식(等變微分形式, 영어: equivariant differential form)은 리 군의 작용과 호환되는, 하나의 리 대수 변수에 대한 미분 형식 계수의 다항식이다. 이를 사용하여, 드람 코호몰로지와 유사하게 등변 코호몰로지를 계산할 수 있다.

## 정의
다음 데이터가 주어졌다고 하자.
- 매끄러운 다양체 {\displaystyle M}
- 리 군 {\displaystyle G}. 그 리 대수가 {\displaystyle \operatorname {Lie} (G)={\mathfrak {g}}}라고 하자.
- {\displaystyle G}의 {\displaystyle M} 위의 매끄러운 왼쪽 작용 {\displaystyle (\cdot )\colon G\times M\to M}.

그렇다면, {\displaystyle M} 위의 {\displaystyle G}-등변 미분 형식 {\displaystyle \alpha }는 다음 벡터 공간의 원소이다.
{\displaystyle \alpha \in \operatorname {Sym} [{\mathfrak {g}}^{*}]\otimes _{\mathbb {C} }\Omega (M;\mathbb {C} )=\mathbb {C} [{\mathfrak {g}}]\otimes _{\mathbb {C} }\Omega (M;\mathbb {C} )}
여기서 {\displaystyle {\mathfrak {g}}^{*}}는 {\displaystyle {\mathfrak {g}}}의 쌍대 공간이며, {\displaystyle \Omega (M;\mathbb {C} )=\Omega (M)\otimes _{\mathbb {R} }\mathbb {C} }은 {\displaystyle M} 위의 복소수 계수 미분 형식들의 복소수 벡터 공간이다. 이러한 원소는 다항식 사상
{\displaystyle \alpha \colon {\mathfrak {g}}\to \Omega (M;\mathbb {C} )}
으로 간주할 수 있는데, 이 경우 {\displaystyle \alpha }는 다음 조건을 만족해야 한다.:208, §7.1
{\displaystyle \alpha \left(\operatorname {Ad} (g)x\right)=g\cdot \alpha (x)\qquad \forall g\in G,\;x\in {\mathfrak {g}}}
여기서 {\displaystyle \operatorname {Ad} (g)\colon G\to \operatorname {GL} ({\mathfrak {g}})}는 {\displaystyle G}의 딸림표현이다.

## 연산
등변 미분 형식 {\displaystyle \alpha \in \left(\operatorname {Sym} [{\mathfrak {g}}^{*}]\otimes _{\mathbb {C} }\Omega (M;\mathbb {C} )\right)^{G}} 위에는 다음과 같은 등변 외미분(等變外微分, 영어: equivariant exterior derivative)을 정의할 수 있다.
{\displaystyle \mathrm {d} _{\mathfrak {g}}\alpha \colon x\mapsto \mathrm {d} (\alpha (x))-x^{\sharp }\lrcorner (\alpha (x))}
여기서
- {\displaystyle \mathrm {d} }는 (일반) 외미분이다.
- {\displaystyle \lrcorner }는 벡터장과 미분 형식의 내부곱이다.
- {\displaystyle x^{\sharp }\in \Gamma (M)}는 {\displaystyle G}의 왼쪽 작용을 생성하는 벡터장이다.

이는 (일반 외미분과 마찬가지로)
{\displaystyle \mathrm {d} _{\mathfrak {g}}\circ \mathrm {d} _{\mathfrak {g}}=0}
을 만족시키며, 이에 따라 코호몰로지를 취할 수 있다. 이에 대한 코호몰로지는 등변 코호몰로지와 일치한다.
{\displaystyle \operatorname {H} _{G}^{\bullet }(X;\mathbb {C} )={\frac {\ker \mathrm {d} _{\mathfrak {g}}}{\operatorname {im} \mathrm {d} _{\mathfrak {g}}}}}
또한, 이를 통해 등변 완전 미분 형식(等變完全微分形式, 영어: equivariantly exact differential form) 및 등변 닫힌 미분 형식(等變-微分形式, 영어: equivariantly closed differential form)을 정의할 수 있다.:209, §7.1

## 역사
등변 미분 형식의 개념은 앙리 카르탕이 도입하였다.:§6, 6–9:209, §7.1:§2.4